# Bedårande barn av sin tid (film)
Bedårande barn av sin tid är en västtysk komedifilm från 1958 i regi av Kurt Hoffmann. Filmen är en satirisk återblick på Tyskland under åren 1913 fram till 1955 och följer de olika val en idealist och en oppurtunist gör under denna era.

## Rollista
- Johanna von Koczian - Kirsten Hansen
- Hansjörg Felmy - Hans Boeckel
- Wera Frydtberg - Vera von Lieven
- Robert Graf - Bruno Tiches
- Elisabeth Flickenschildt - Mary Meisegeier
- Jürgen Goslar - Schally Meisegeier
- Liesl Karlstadt - Mrs. Roselieb
- Michl Lang - Anton Roselieb
- Pinkas Braun - Siegfried Stein
- Ingrid Pan - Doddy
- Peter Lühr - chefredaktör Vogel
- Ingrid van Bergen - Evelyne Meisegeier
- Hans Leibelt - Lüttenjense
- Lina Carstens - Vette
- Wolfgang Neuss - föredragaren